# 巴士底城堡 (格勒诺布尔)

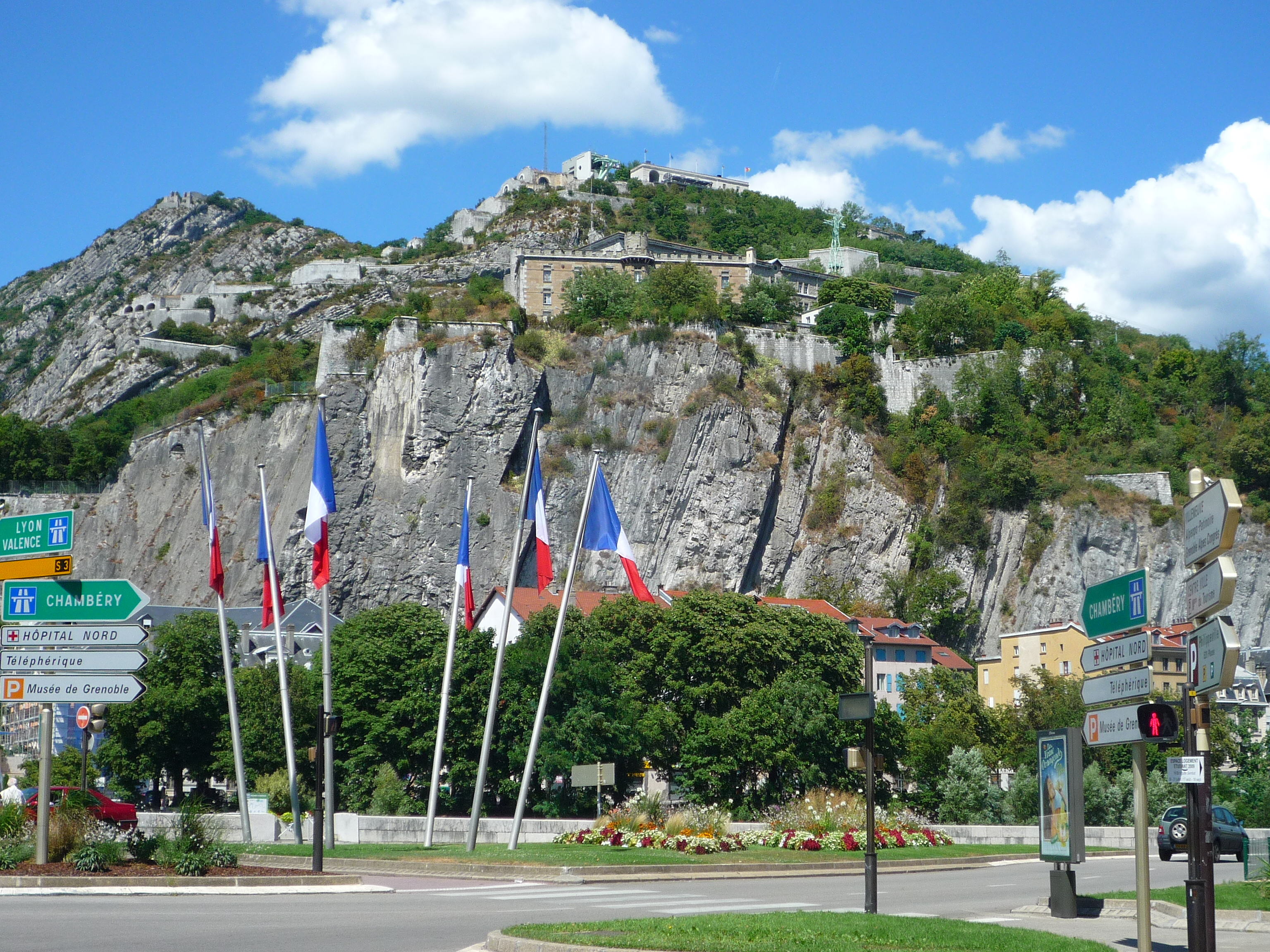

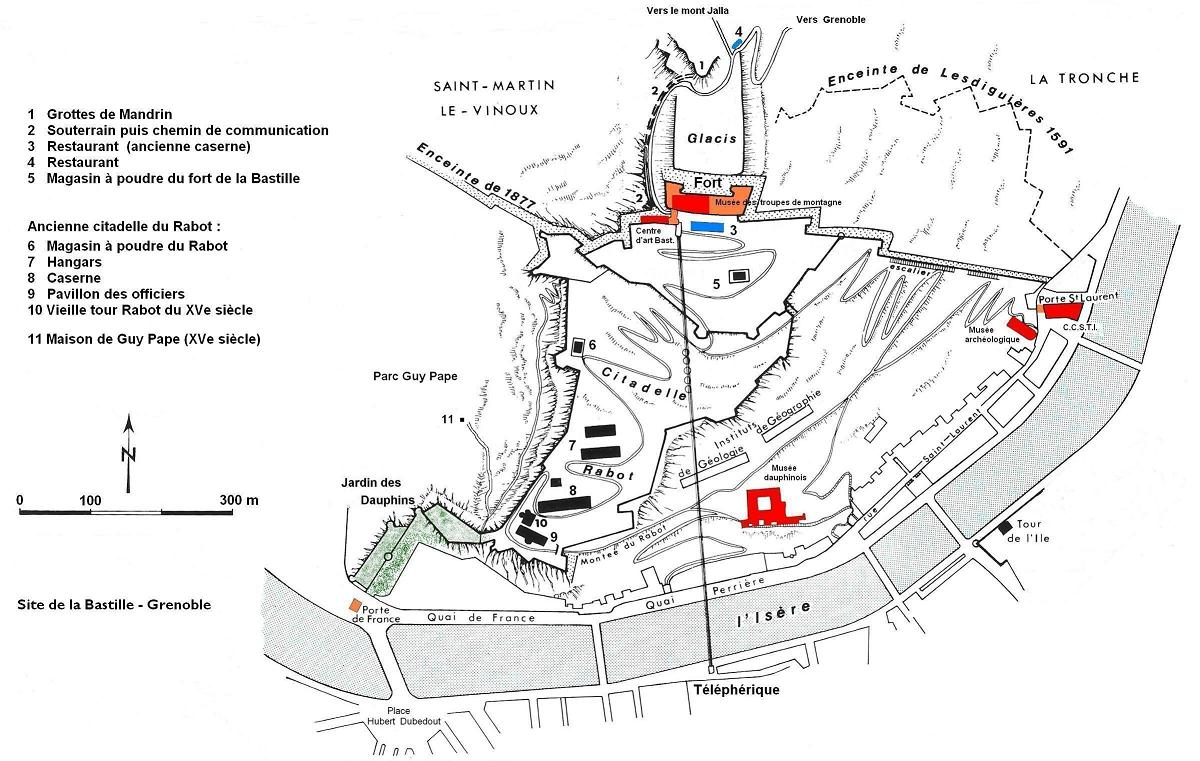

巴士底城堡（Bastille）是法国格勒诺布尔的主要旅游景点，海拔476米，位于沙特勒斯山脉南端的悬崖峭壁之上，俯瞰城市，每年有60万游客。，其中大约一半的人从市中心乘坐古老的城市缆车抵达。其余的游客开车经过陡峭狭窄的道路，或步行抵达。这里是众多展览和社会文化活动的举办地，同时也是年度自行车赛和攀岩赛的目的地。

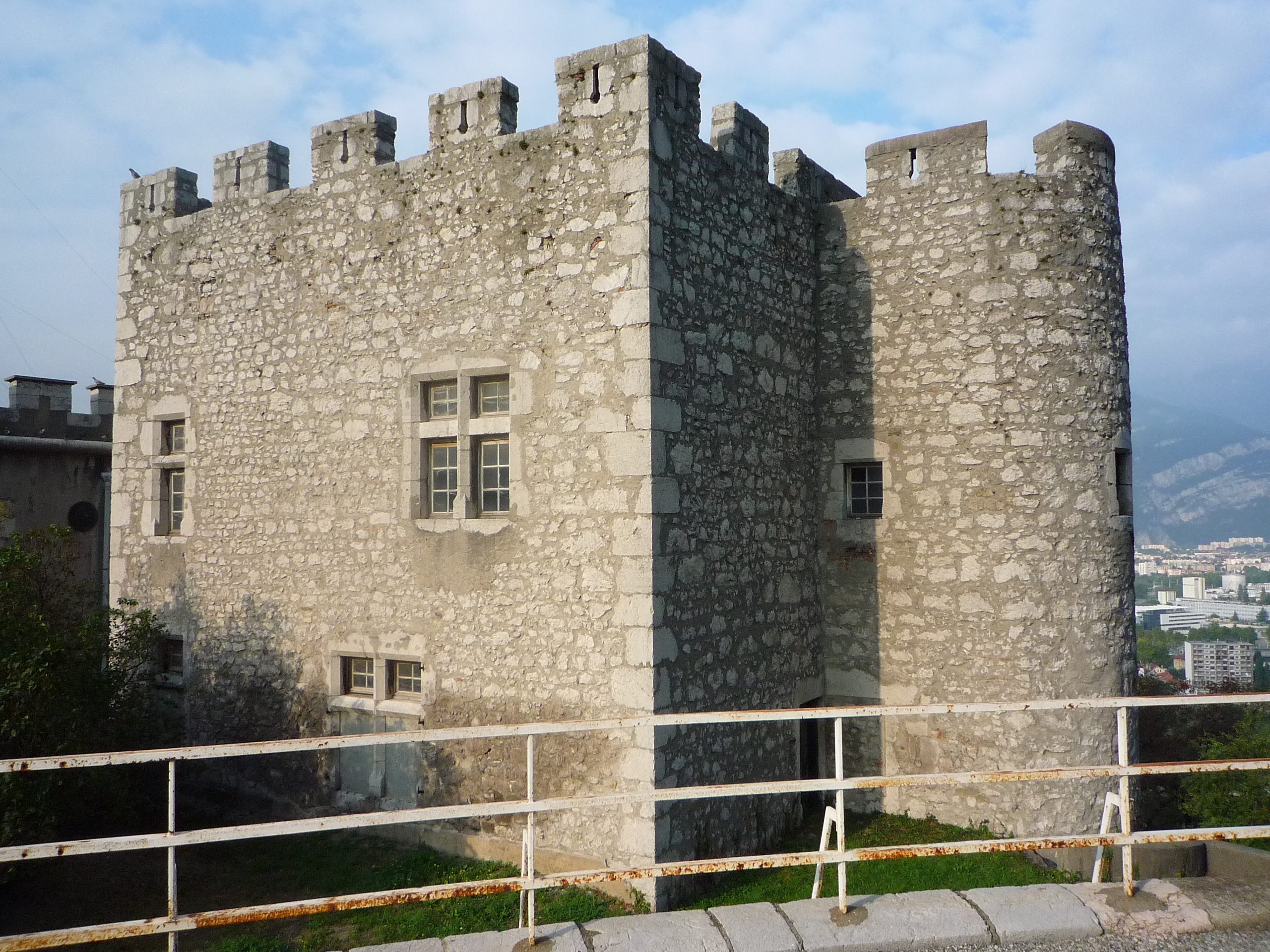
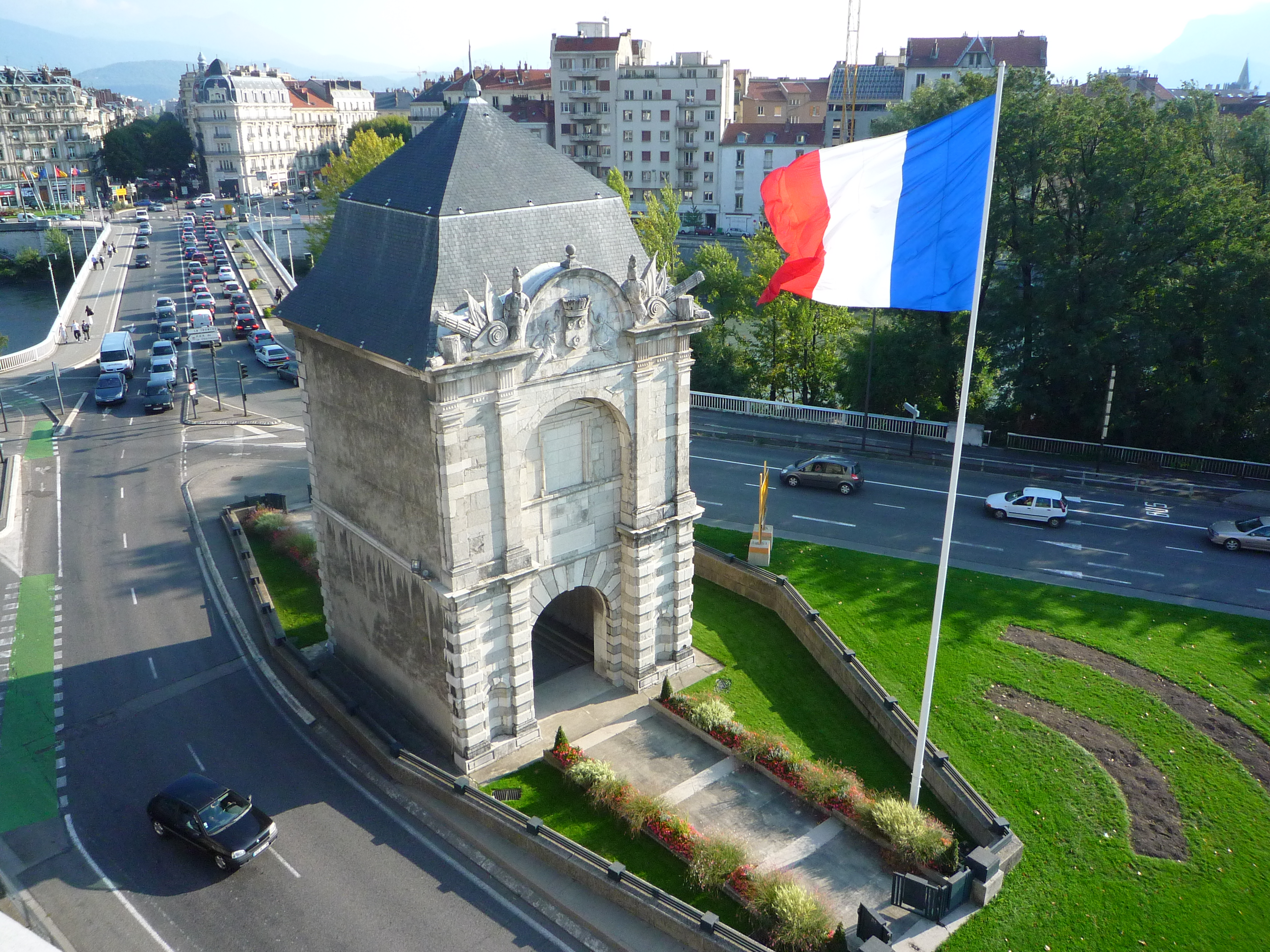
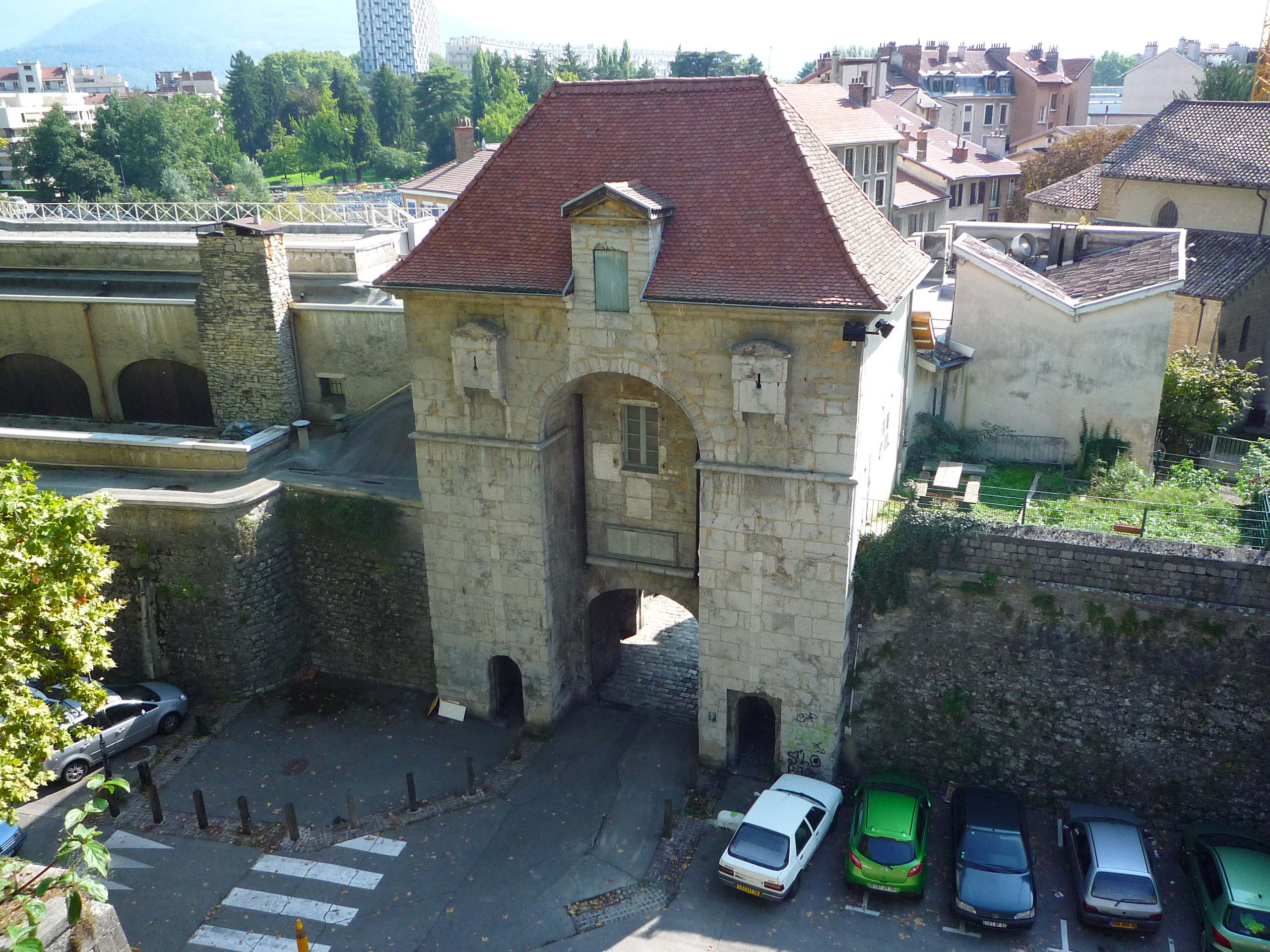
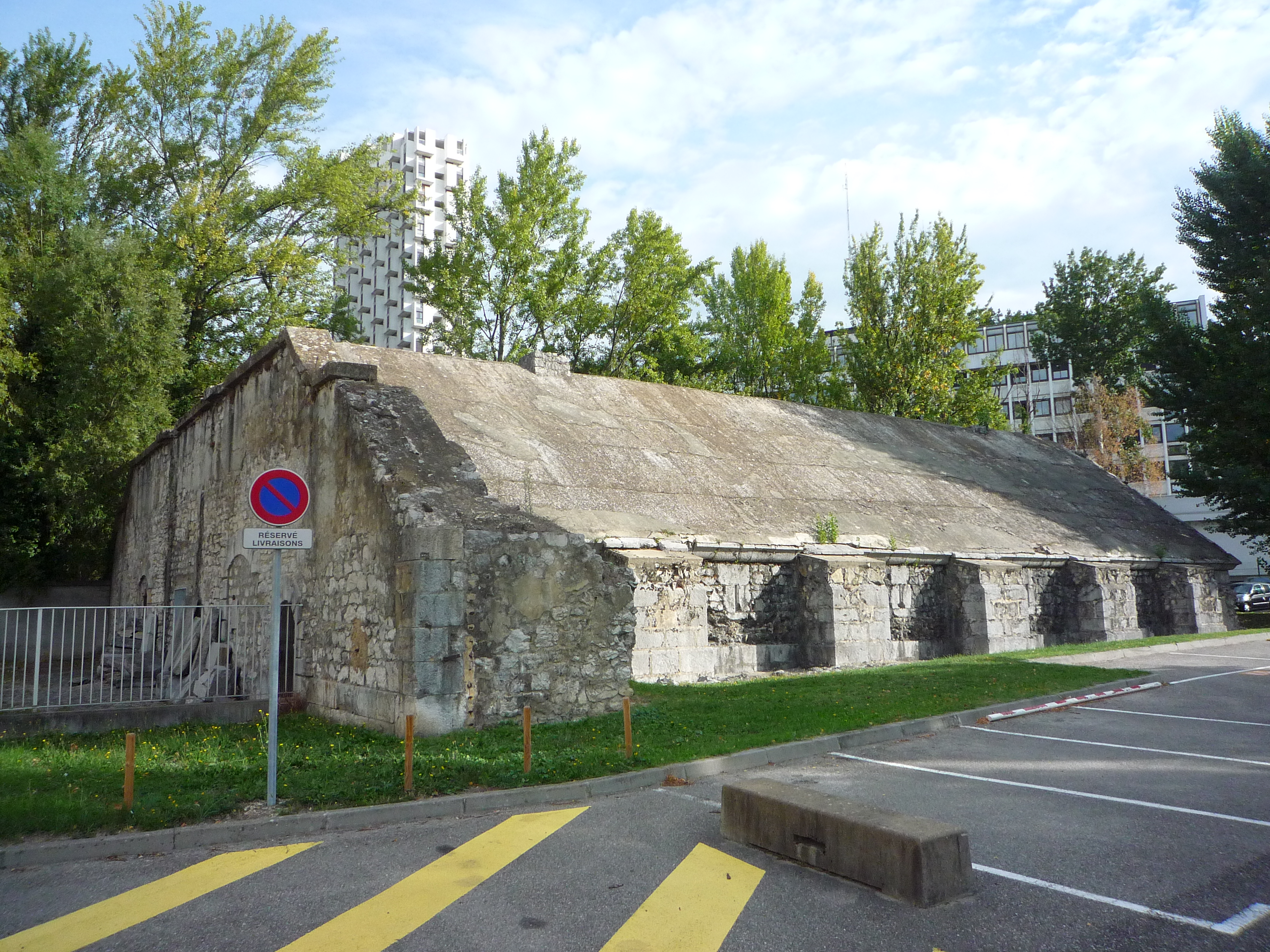
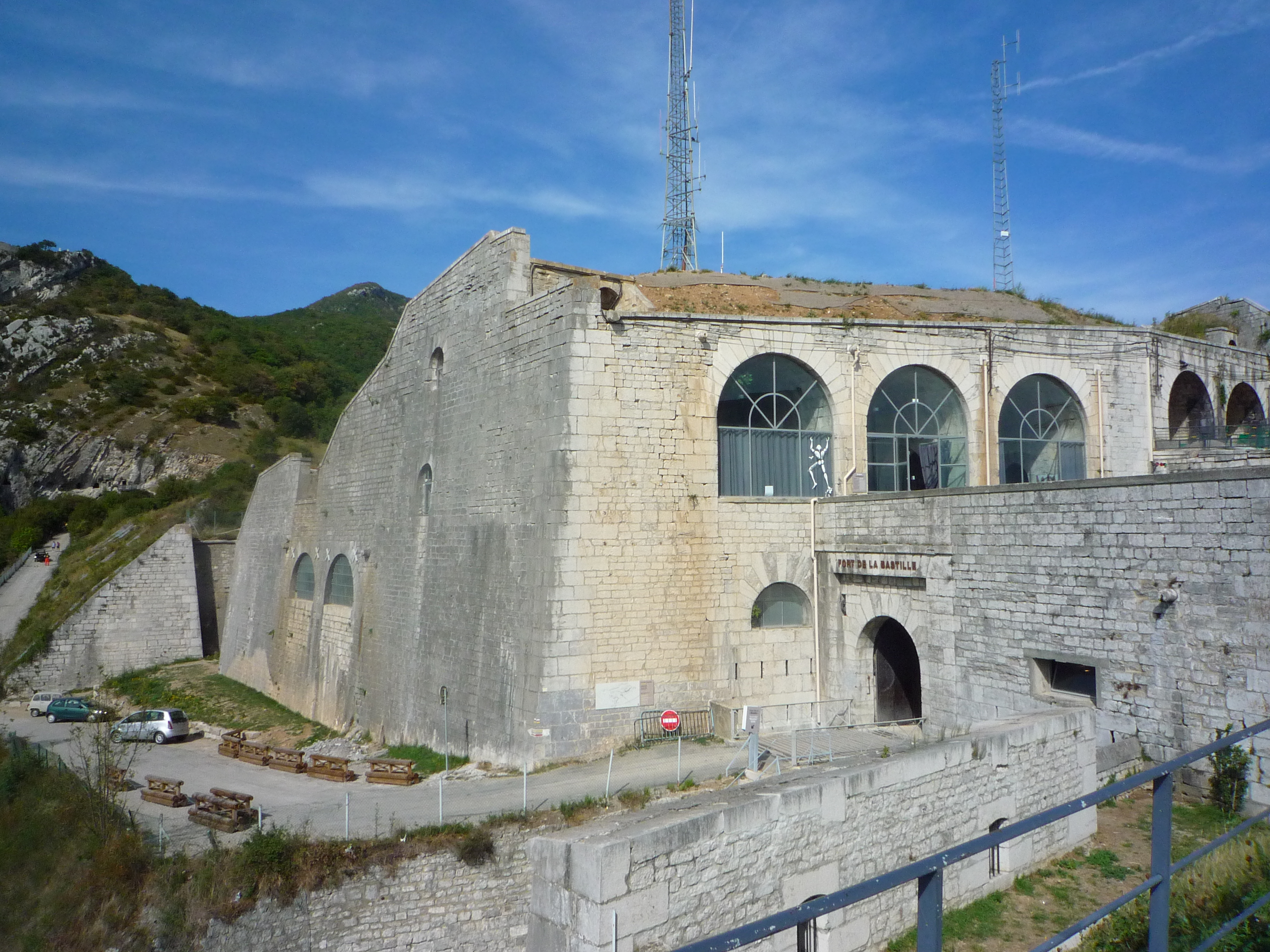
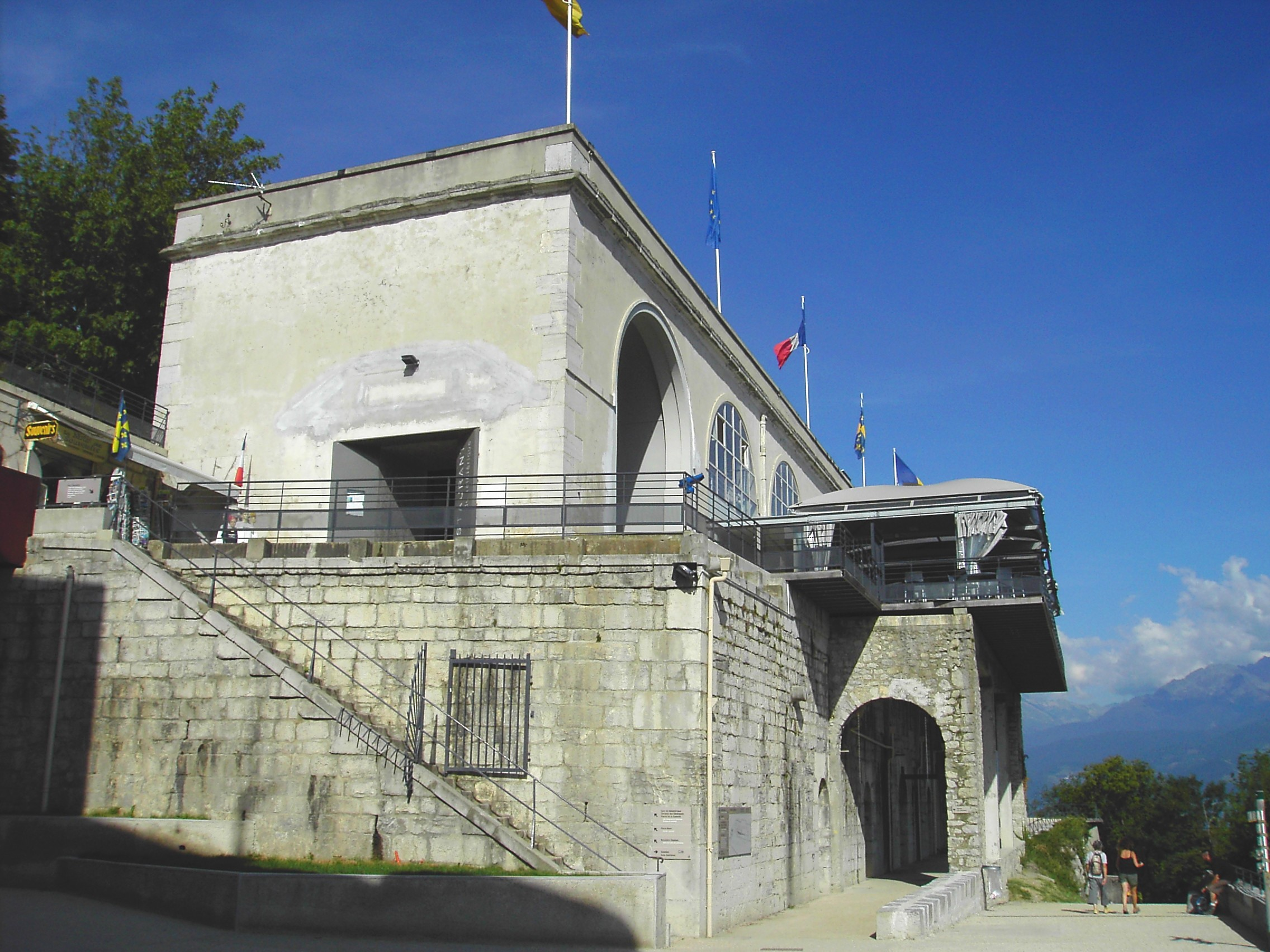
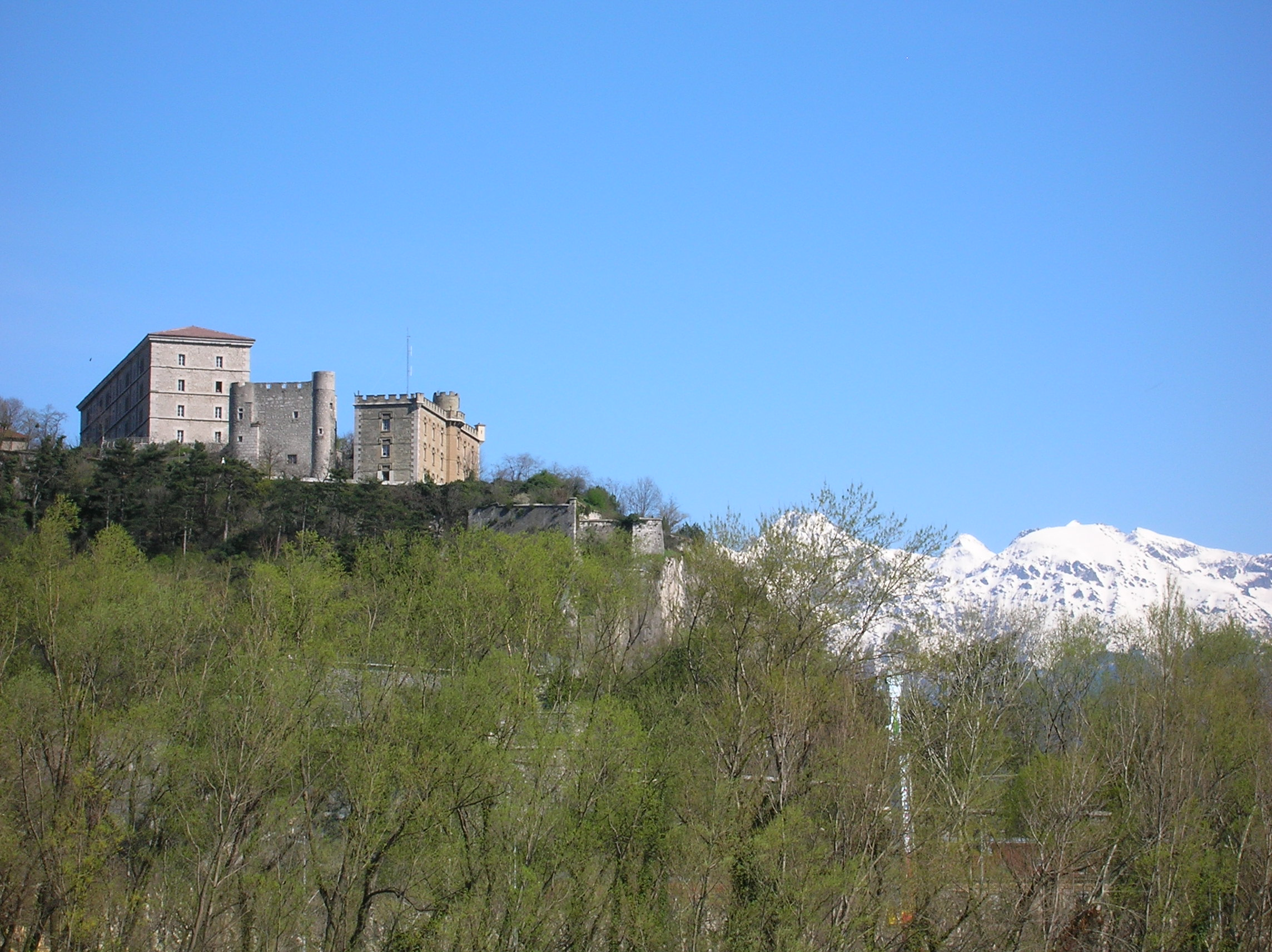
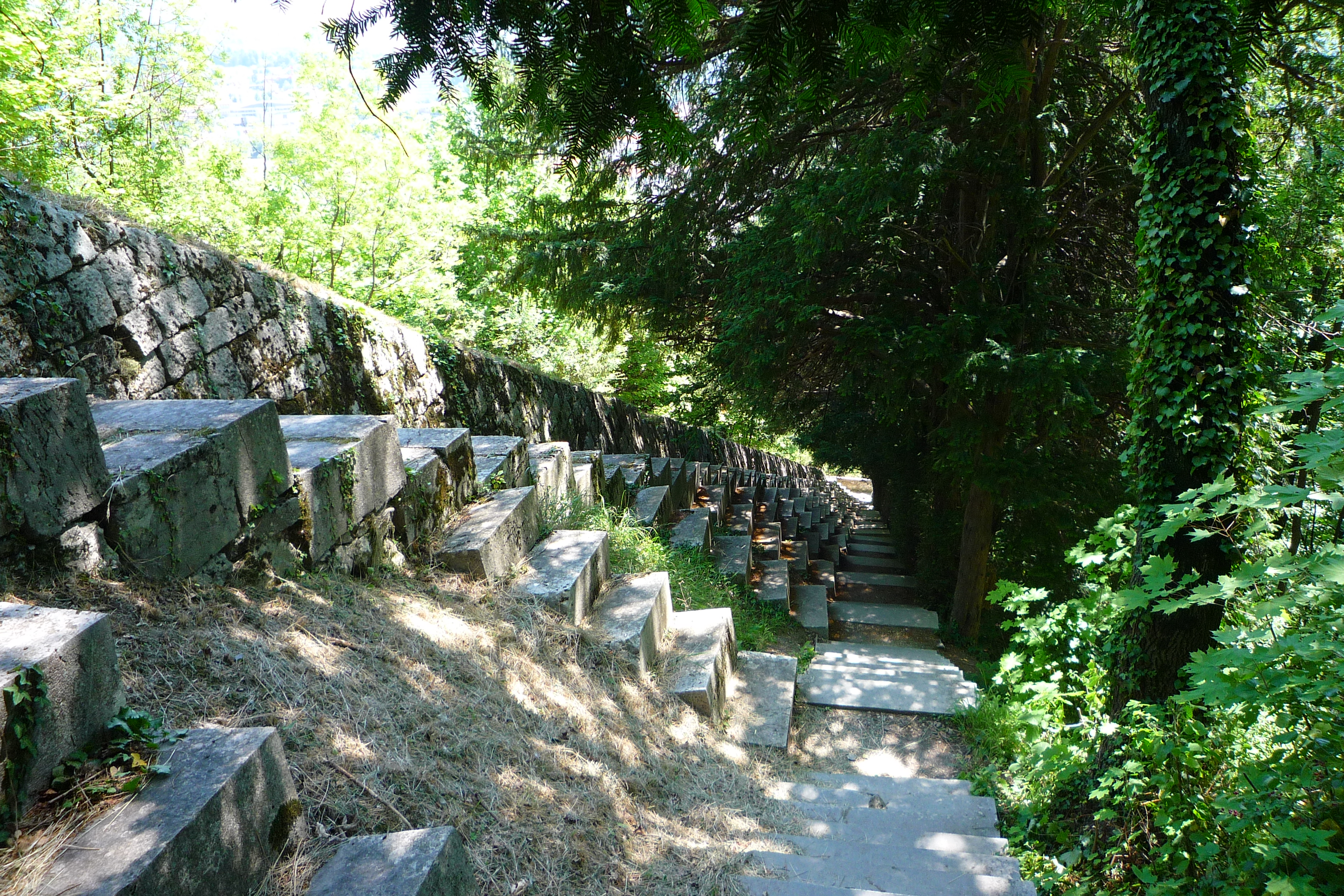
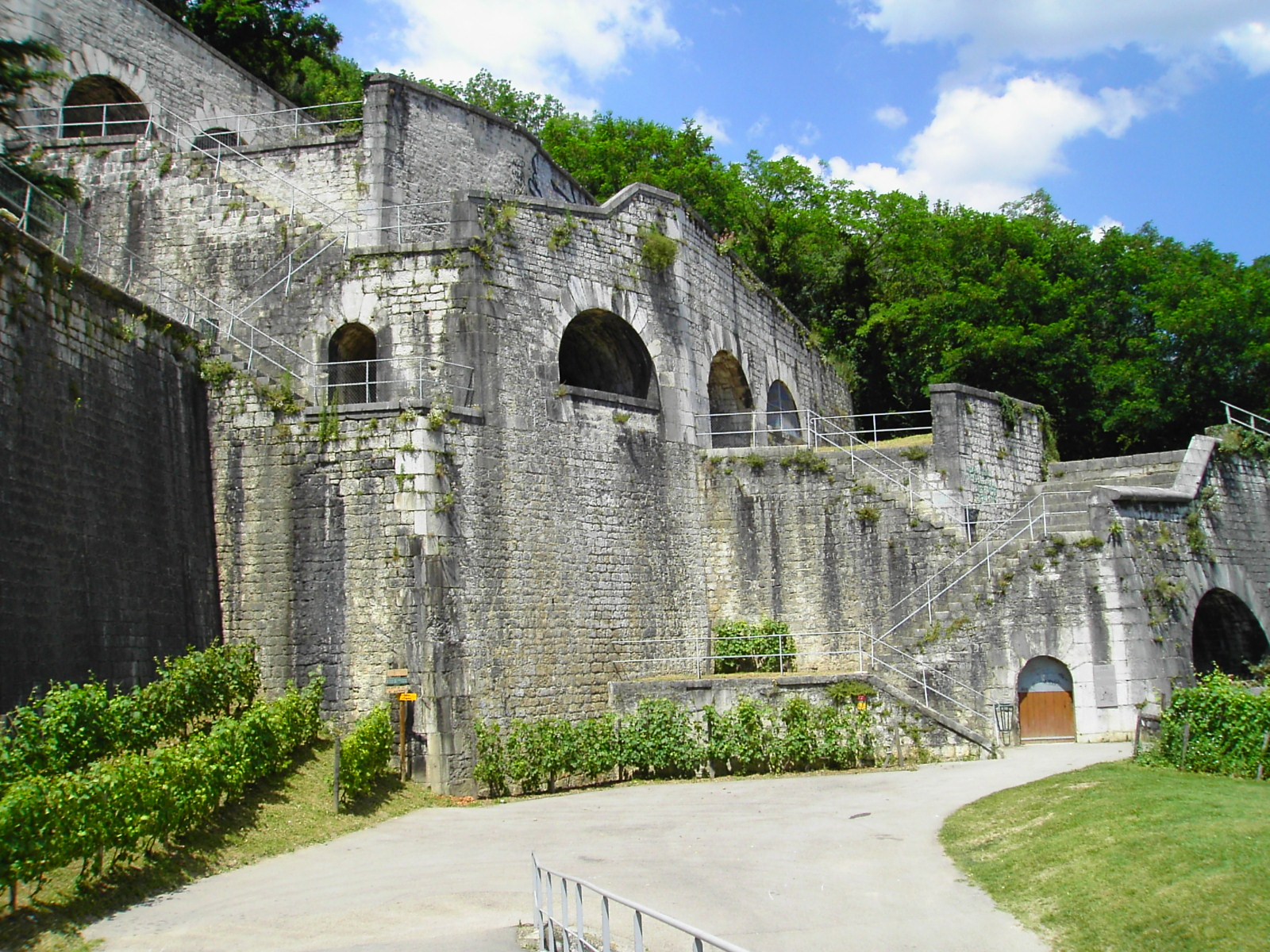
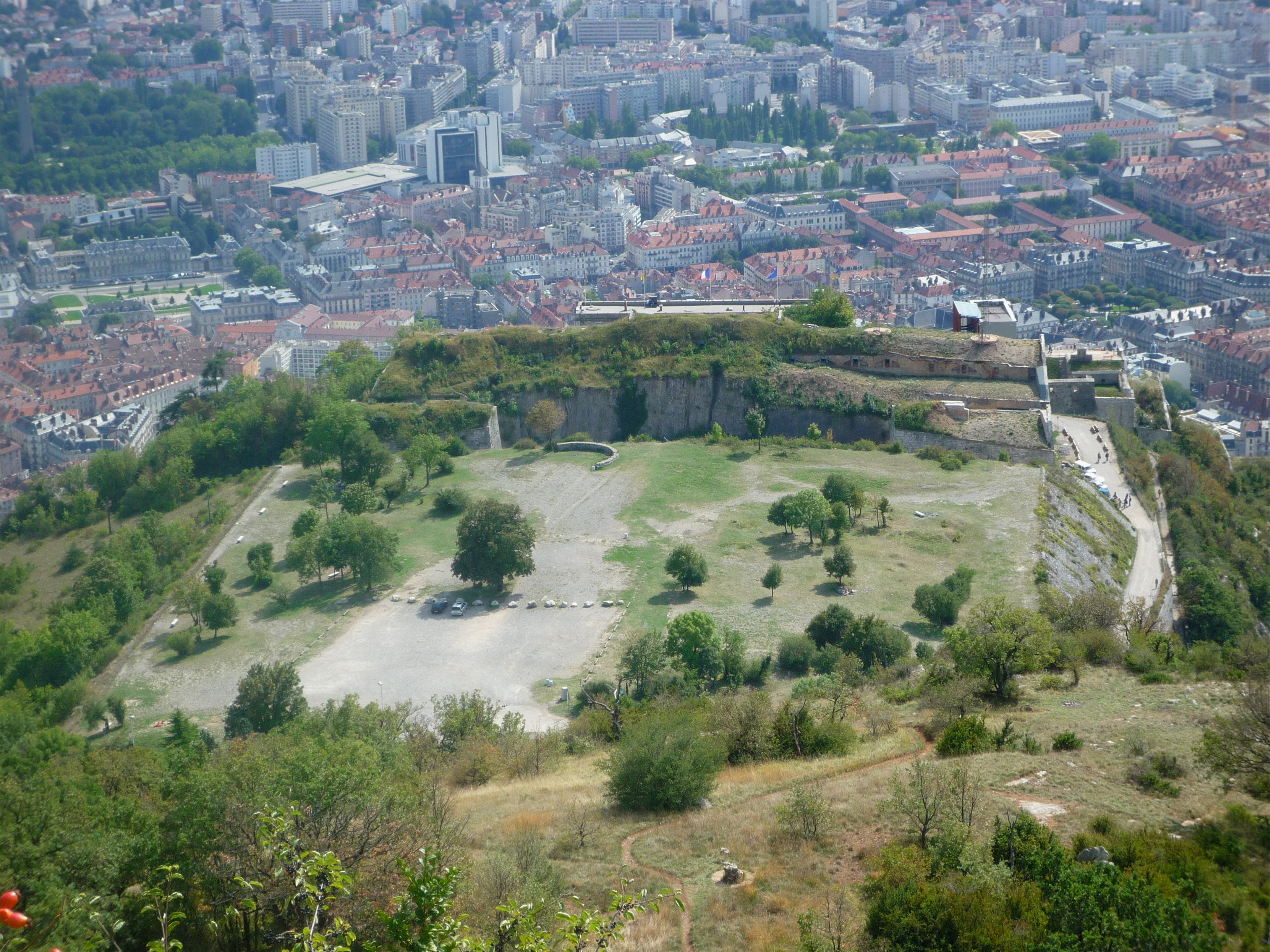
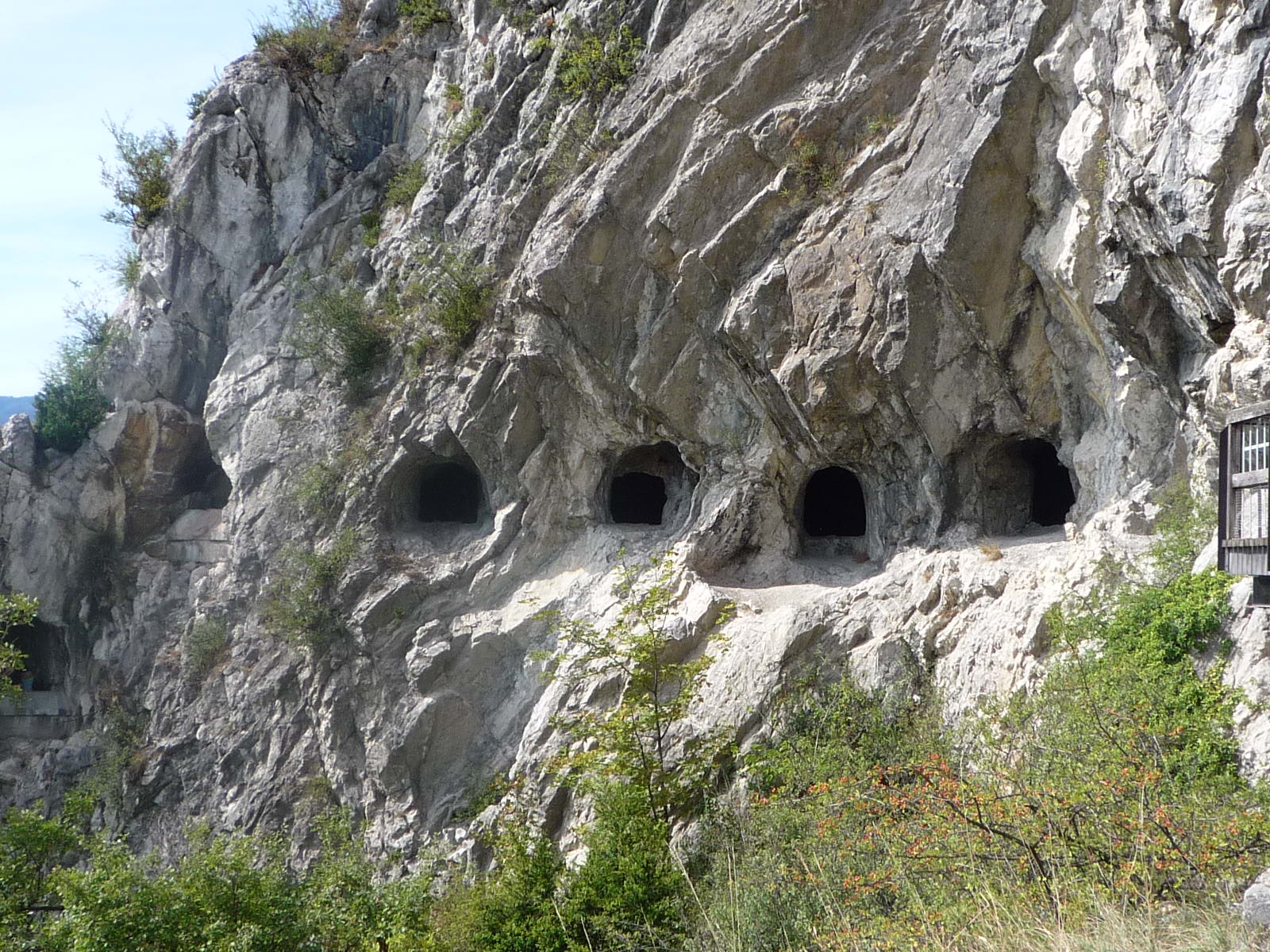
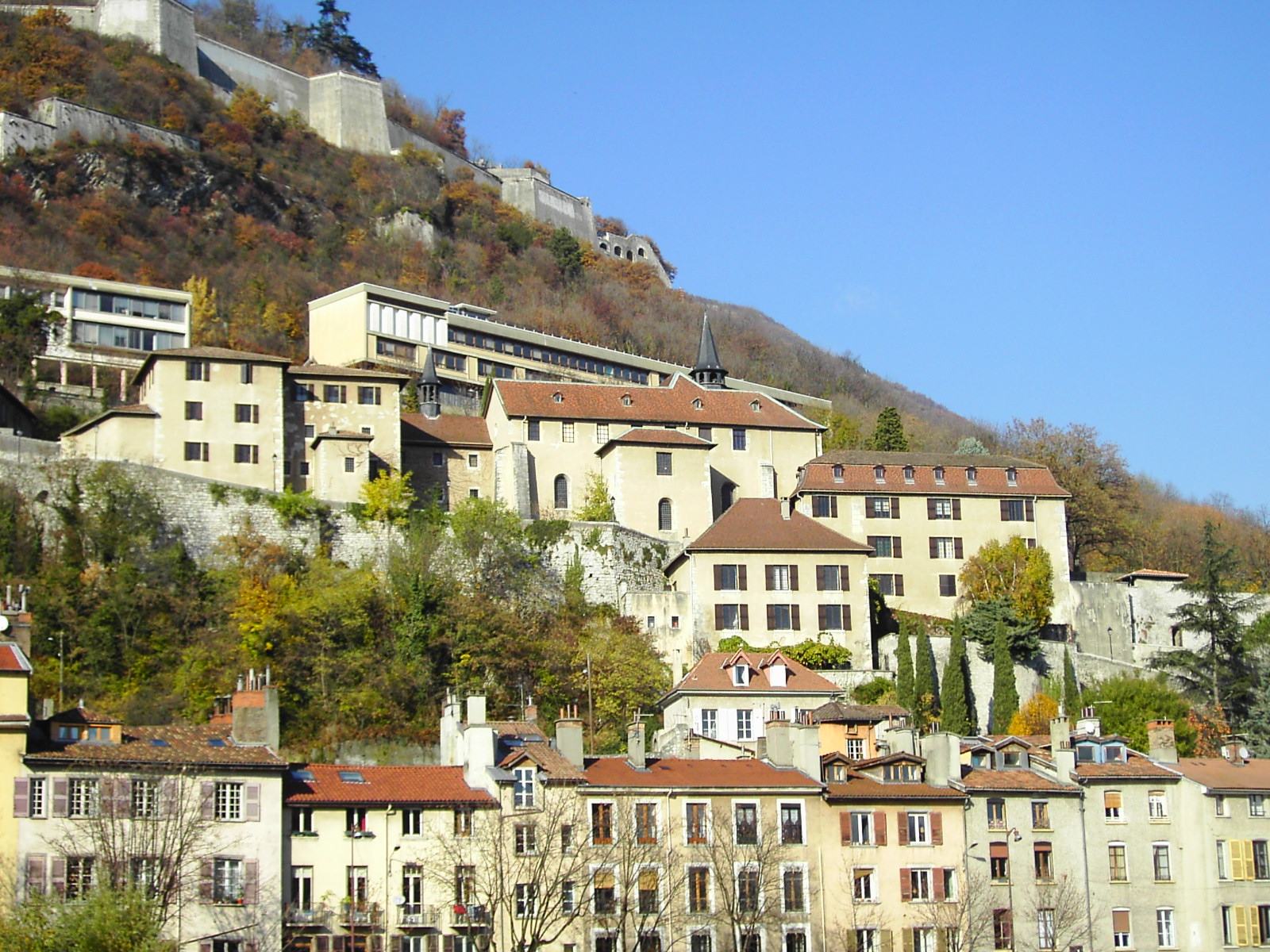
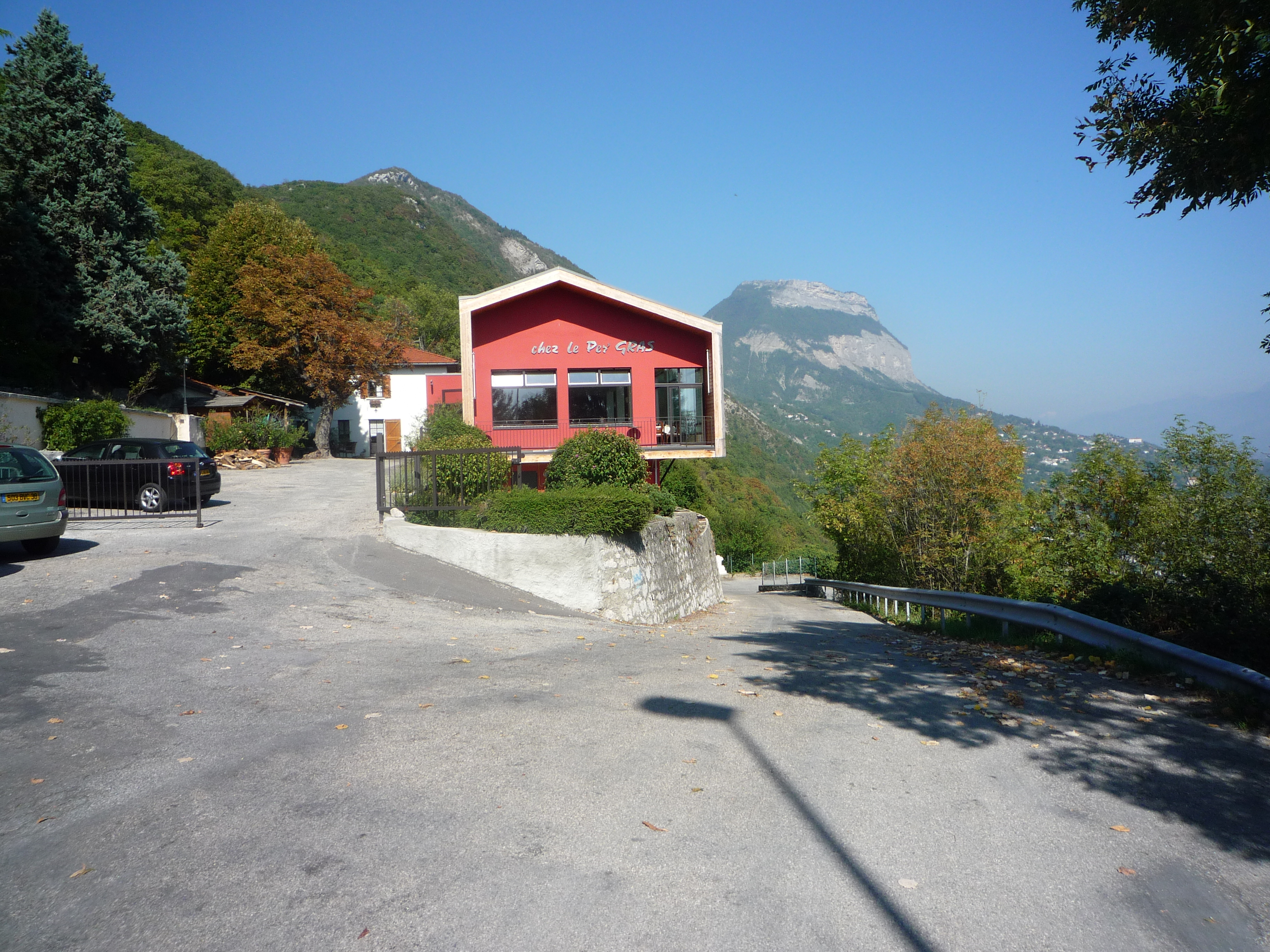
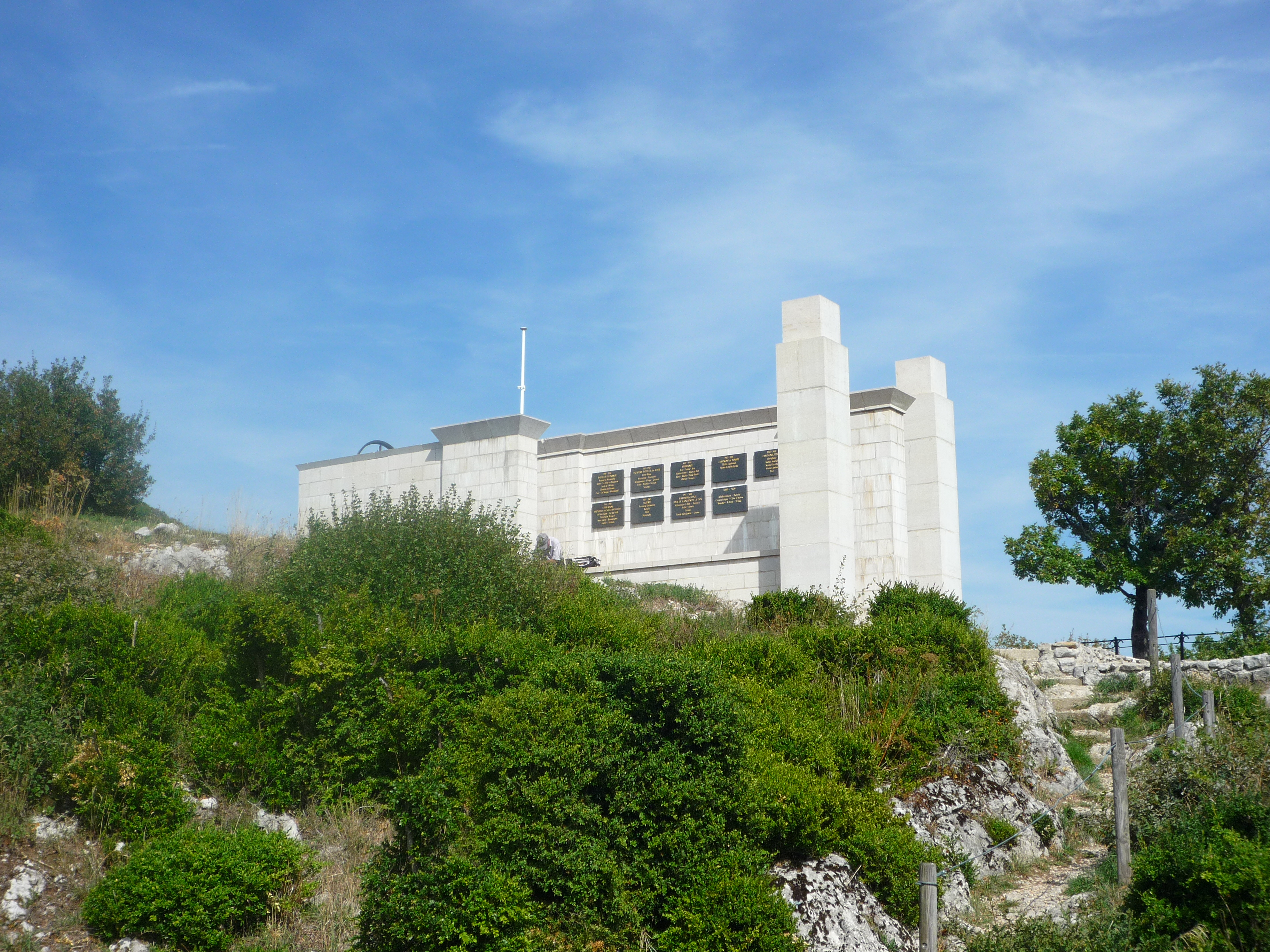
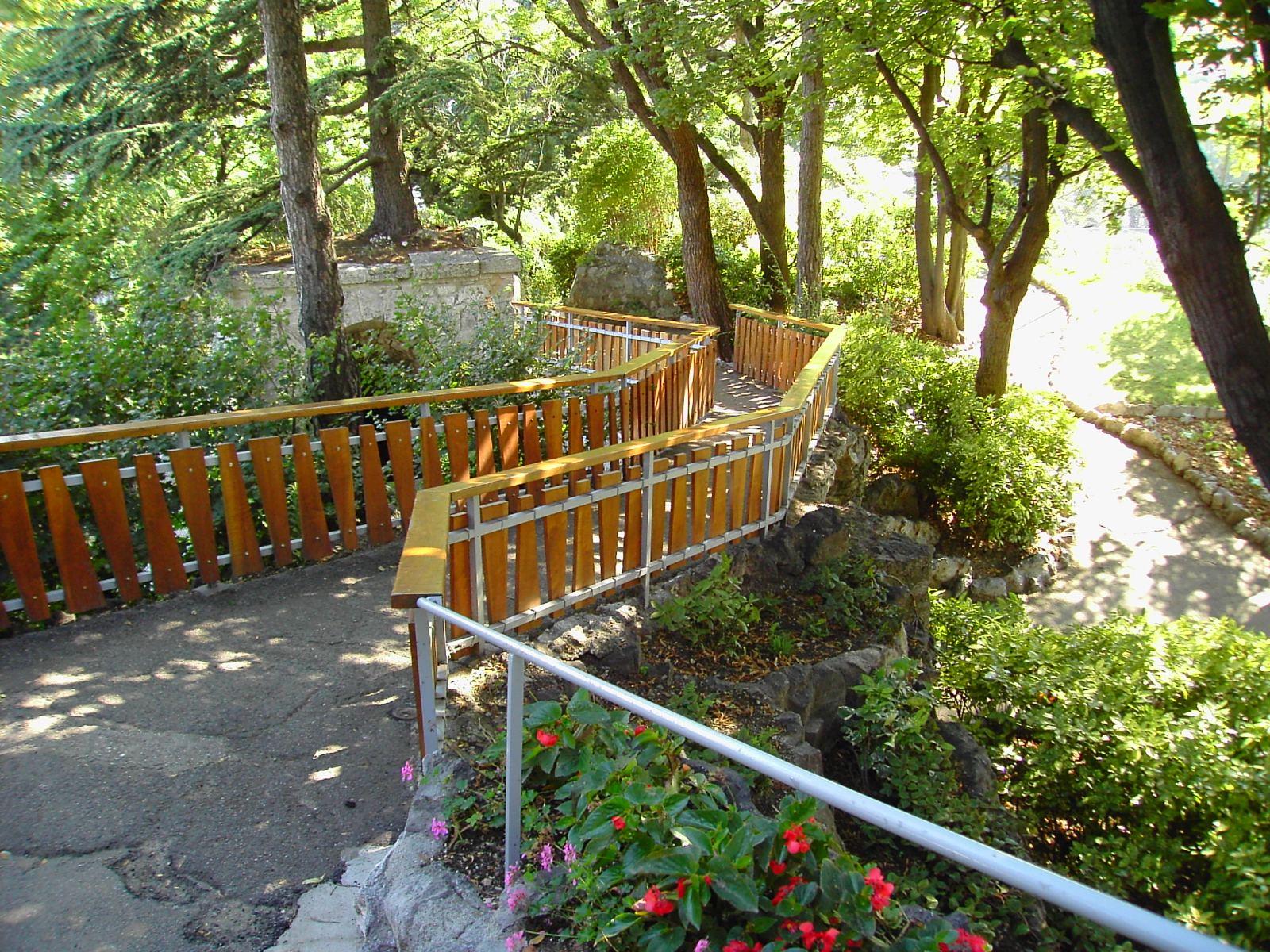
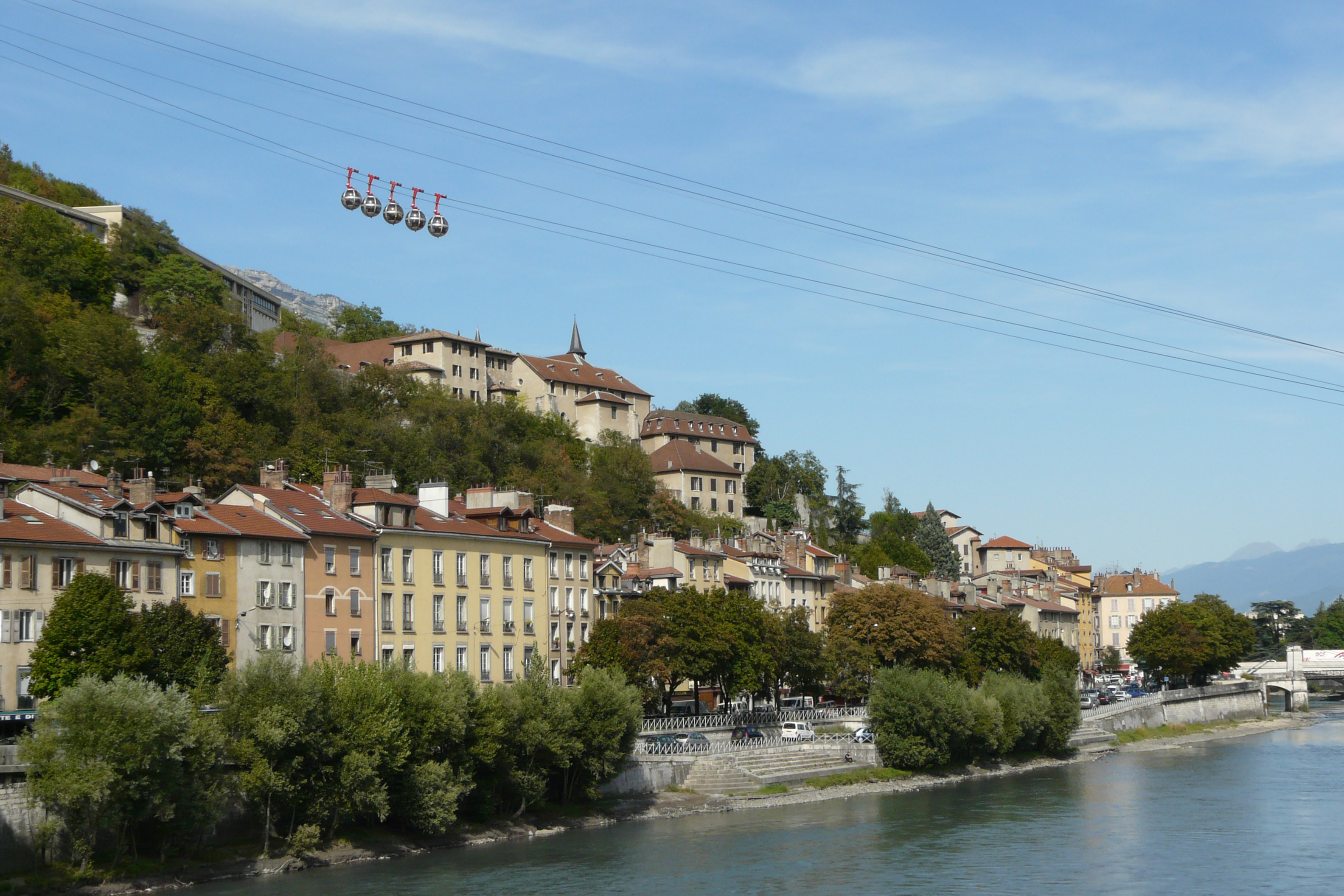
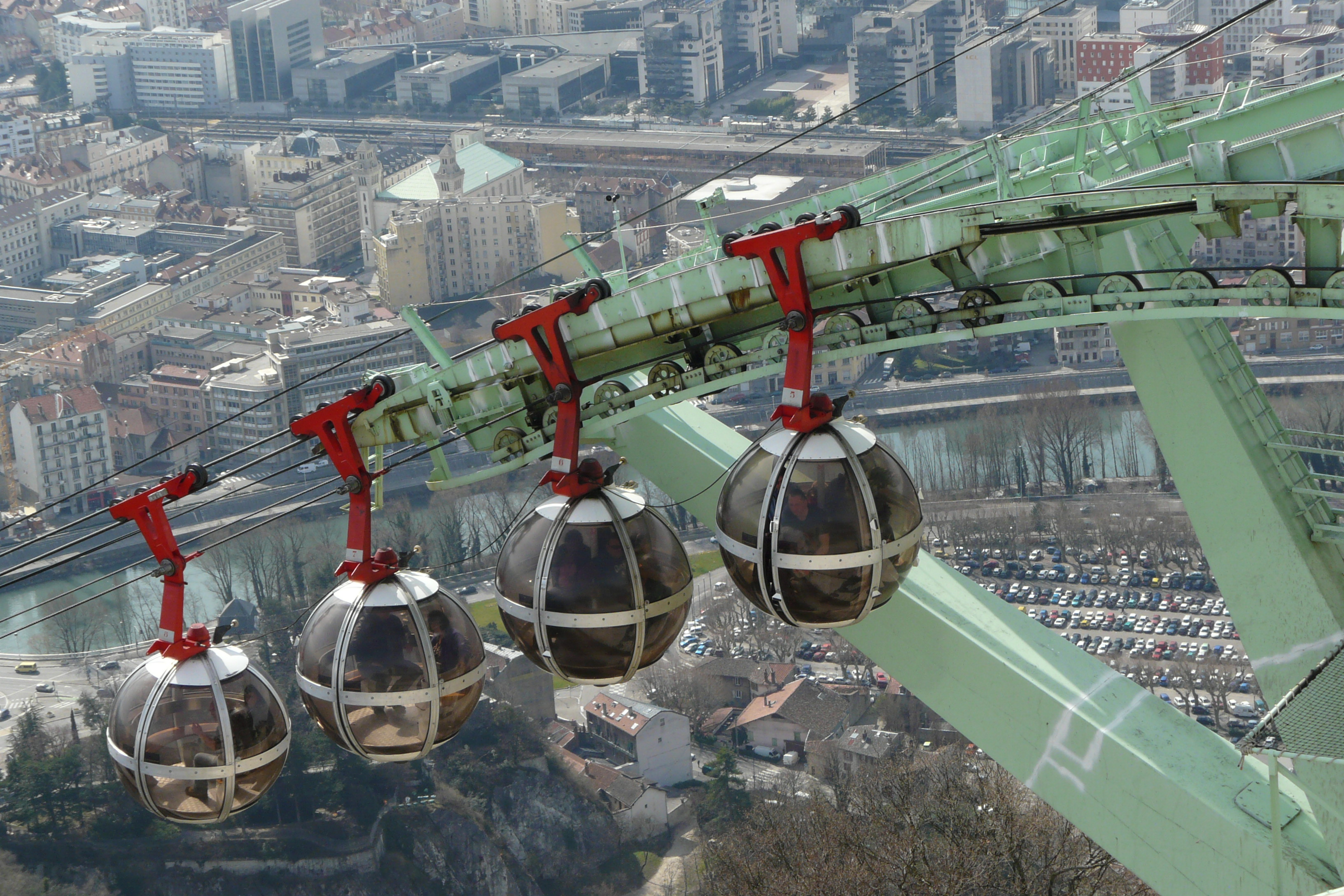